# Canchim
La canchim est une race bovine brésilienne.

## Origine
Elle provient du croisement de zébus importés au Brésil dès le XIXe siècle, croisés avec des bovins européens. La race indo-brésilienne a été utilisée comme support femelle avec des taureaux charolais. Des essais comparatifs ont été menés avec diverses importance de chacune des races à partir de 1940. Le meilleur résultat était obtenu avec 5/8 de charolais et 3/8 de zébu. La race a été stabilisée en 1953 et nommée canchim, du nom d'un arbre très courant dans la région d'origine de cette race. 
L'association brésilienne des éleveurs de bétail canchim a été créée en 1971, et le herd-book ouvert en 1972.

## Morphologie
Elle porte une robe blanche issue de son ascendance charolaise. Les muqueuses sont claires et le taureau porte une bosse caractéristique des zébus sur le garrot.

## Aptitudes

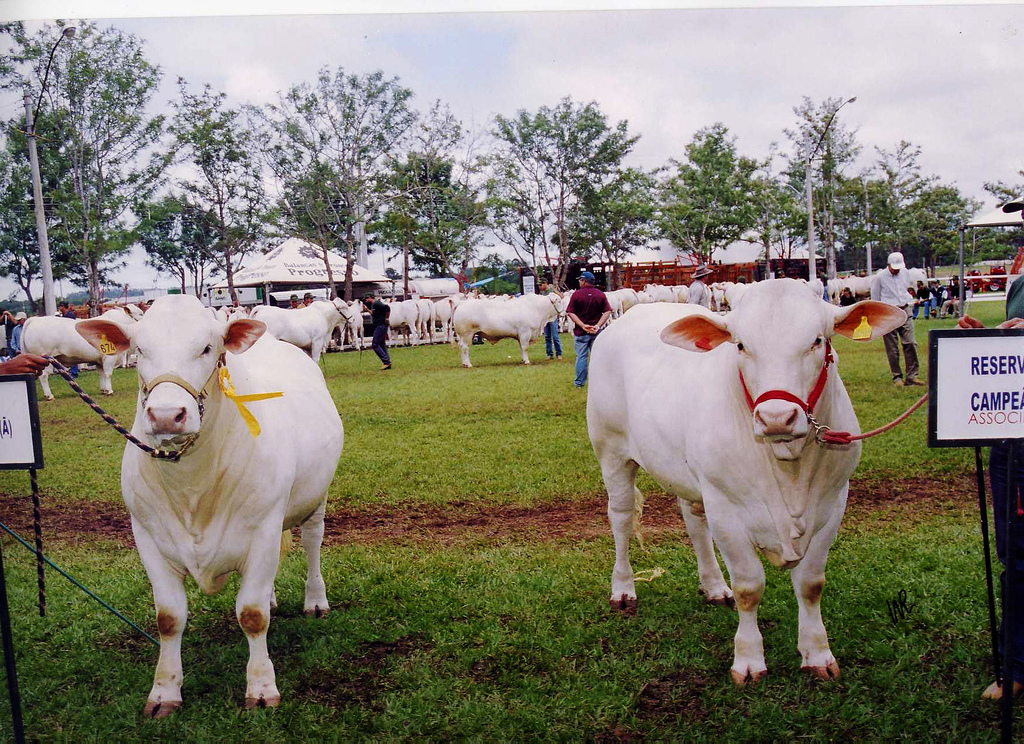
Jeunes canchim

C'est une race créée pour la production de viande en milieu tropical. Cette race combine la résistance aux maladies, à la chaleur et la capacité à tirer parti de mauvais fourrages des zébus, avec la qualité de viande, la conformation de carcasse et la vitesse de croissance de la charolaise. 
Cette race est élevée pour fournir des veaux à engraisser en feed lots, et des reproducteurs recherchés pour améliorer la productivité des élevages traditionnels aux animaux non sélectionnés.